# Zamek w Kudryńcach
Zamek w Kudryńcach – jedna z największych twierdz polskich, położona na wysokiej skarpie nad rzeką Zbrucz.

## Historia
Zamek wybudowany został w XVI w. przez Mikołaja Herburta (zm. 1602), podkomorzego halickiego i wojewodę ruskiego, stronnika kanclerza Jana Zamojskiego.  
W 1672 r. dostał się w ręce tureckie. Po blisko 11 latach został odbity przez hetmana Andrzeja Potockiego. W XVIII w., gdy należał do rodziny Humieckich, był piękną i zadbaną rezydencją. W późniejszym czasie, kiedy zmienił właścicieli na Bartfeldów, zaczął popadać w ruinę. W latach dwudziestych XX w. zachowane były fragmenty murów obronnych i pozostałości jednej z baszt. W takim stanie dotrwał do dziś. Obecnie jest to jedna z najbardziej malowniczych ruin podolskich zamków.

## Architektura

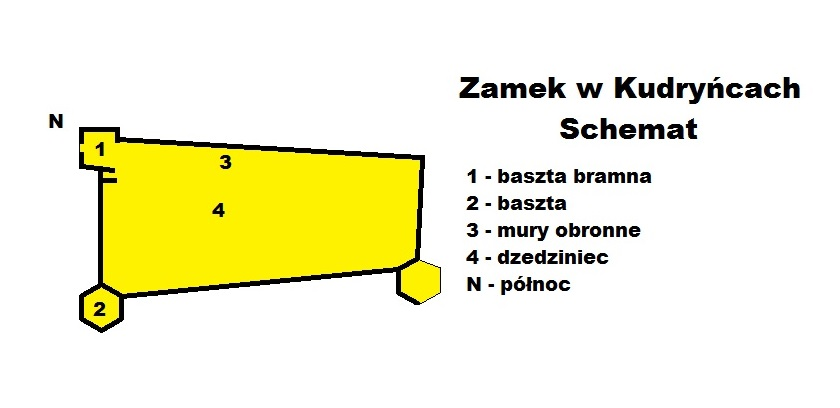
Zamek w Kudryńcach. Schemat

Zamek był budowlą założoną na planie czworoboku. Broniły go dwie narożne baszty i mur obronny.